# Valentin de Terni
Pour les articles homonymes, voir Saint Valentin.
Valentin de Terni ou Valentin de Rome est un prêtre puis un évêque qui vécut au IIIe siècle, martyrisé sous l'empereur Claude II le Gothique. En 495, le pape Gélase Ier décide d'en finir avec la licence de la fête païenne des Lupercales célébrées du 13 au 15 février et décide de la remplacer par la fête du 14 février, jour de trois saints martyrs appelés Valentin, dont Valentin de Terni. Les premières traces de coutumes galantes associées à la fête courtoise de la Saint-Valentin se déroulant le 14 février datent du XIVe siècle en Angleterre où naît la coutume de l’échange de cartes et de billets doux entre le Valentin et sa Valentine. Le titre de « patron des amoureux » lui est attribué en 1496 par le pape Alexandre VI.
Il est commémoré le 14 février selon le martyrologe romain. L'Église orthodoxe quant à elle le commémore à une date différente, le 6 août.

## Le patron des amoureux
Selon la légende, aux débuts du christianisme alors que toute l'Europe n'est pas encore convertie, l'empereur Claude II le Gothique, n'aimant en rien les chrétiens et voulant interdire le mariage afin que plus d'hommes soient envoyés à la guerre, est informé des consultations de Valentin qui marie les chrétiens. Il ordonne alors l'arrestation de Valentin.
Valentin refuse de se soumettre à la volonté de l'empereur, et se retrouve mis à la geôle. À cette occasion, il rencontre la fille de son geôlier, une aveugle de naissance nommée Julia. Durant sa captivité, Valentin entretient des relations amoureuses avec Julia qui, du fait de sa cécité, demande à Valentin de lui décrire le monde. Julia, par amour envers Valentin, lui apporte à manger jusqu'au soir où, selon la tradition, un miracle se produit : certains témoins disent avoir aperçu une vive et forte lumière par la fenêtre de sa cellule, alors que Julia retrouve la vue et déclare : « Maintenant je vois ! Je vois le monde tel que vous me l'avez décrit ! ».
L'événement parvient jusqu'aux oreilles de Claude II le Gothique, qui n'apprécie que peu ce genre d'épisode, et ordonne sur le champ l'exécution de Valentin. Le jour de son exécution, il est roué de coups par les légionnaires romains et décapité sur la voie Flaminia, le 14 février 269,, le jour du 14 février étant opportunément fixé pour coïncider avec les Lupercales.
Toute la famille de Julia se convertit au christianisme pour honorer la mémoire de Valentin. Il est dit que Julia plante, près de la tombe de Valentin, un amandier. L'arbre est depuis ce jour, un symbole de l'amour.

## Dans laLégende dorée
D'après La Légende dorée, Valentin avait réussi à séduire par ses propos l'empereur Claude. Un gouverneur, voyant cela, complota et « le cœur de Claude fut changé ». Valentin fut alors arrêté, et confié à la garde d'un magistrat. Mais le saint rendit la vue à la fille de ce dernier, et convertit toute sa maison. L'empereur le fit alors décapiter.

## Postérité

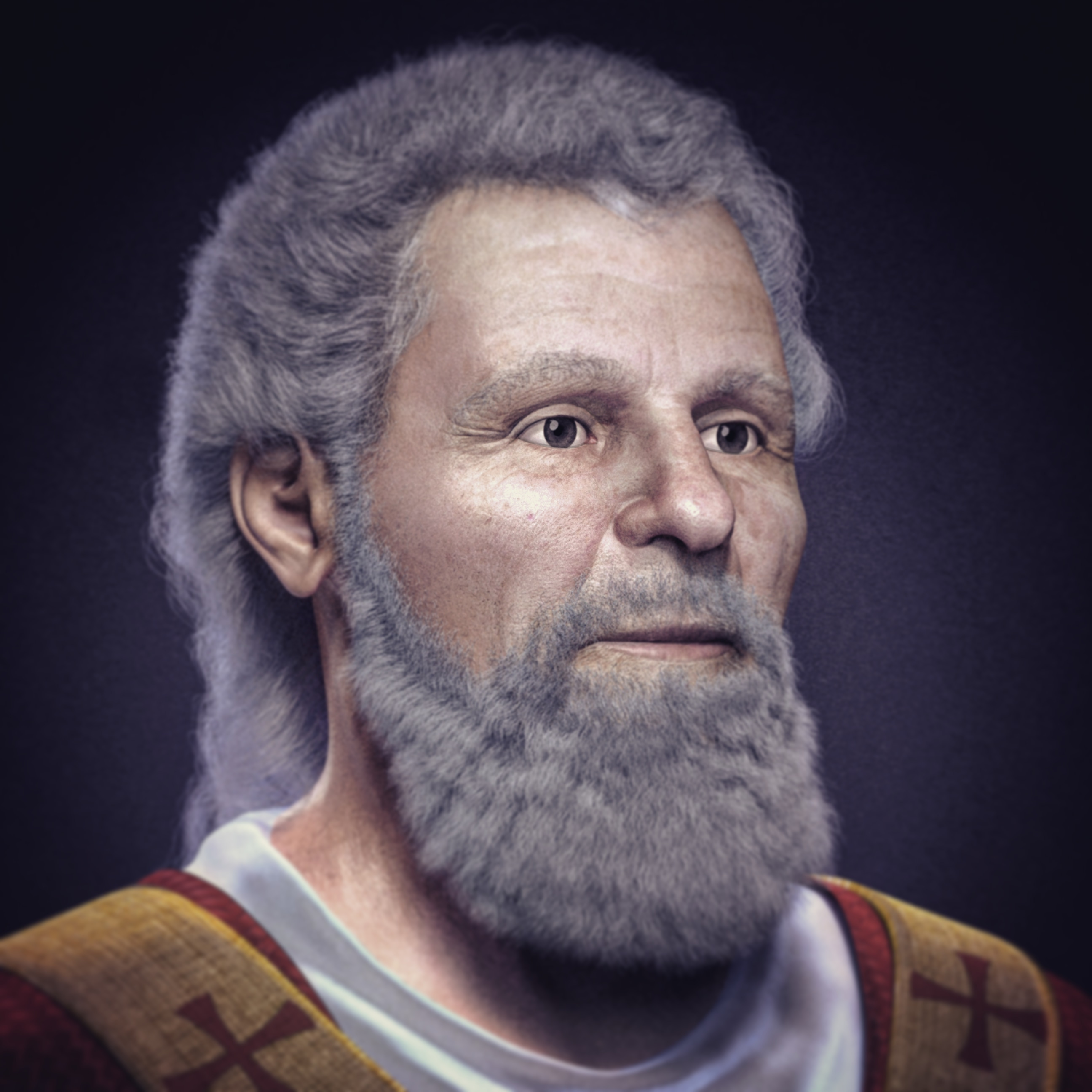
Reconstruction faciale 3D faite par Cícero Moraes à partir de photographies du crâne de Valentin de Terni par José Luís Lira et de travaux de l’anthropologue judiciaire Marcos Paulo Salles à l'Institut médico-légal de Rio de Janeiro.

En 494, le pape Gélase Ier interdit la fête païenne des Lupercales.
Le pape Jules Ier construisit une église en son honneur sur la via Flaminia, où il avait été inhumé, et où ses reliques furent placées au VIIe siècle avant d'être transférées à l'église Sainte-Praxède au XIIIe siècle. À cause du peu de données disponibles le concernant, d'autres Valentin furent associés à sa fête, le 14 février.
Au Xe siècle, une tête de saint Valentin est transférée d'Italie à l'abbaye Saint-Michel de Cuxa (Pyrénées-Orientales). Placée dans un buste-reliquaire au XVe siècle ( Classé MH), elle est déplacée à la Révolution française à l'église Saint-Pierre de Prades où elle figure toujours.
Saint Valentin devient également très populaire en Allemagne pour une autre raison qui ressemble à un malentendu : les pèlerins allemands, arrivant à Rome par la voie Flaminia, prennent l'habitude de faire une halte dans l'église Saint-Valentin. La ressemblance sonore du nom de Valentin et du verbe allemand fallen (tomber) donne au saint la réputation de guérir les blessures de ceux qui avaient fait une mauvaise chute.
Des reliques de saint Valentin sont transférées en 1868 dans la collégiale Saint-Jean-Baptiste de Roquemaure. C'est Maximilien Richard, propriétaire du domaine viticole du château de Clary, qui les ramène de Rome dans l'espoir d'utiliser les valeurs protectrices des saintes reliques afin de guérir ses terres viticoles de l'épidémie de phylloxéra qui anéantit alors le vignoble de la région. Les reliques sont depuis ressorties tous les deux ans à Roquemaure pour fêter le saint patron des amoureux.
A Montignies-sur-Sambre, en Belgique, l'église Saint-Remy conserve quelques ossements de Valentin de Terni. Ceux-ci furent offerts par le pape Pie IX en 1874 en remerciement du soutien des habitants lorsqu'il se trouva confiné au Vatican en 1870.